# Грабівська сільська рада (Кодимський район)
Гра́бівська сільська́ ра́да — колишня адміністративно-територіальна одиниця та орган місцевого самоврядування в Кодимському районі Одеської області. Адміністративний центр — село Грабове.

## Загальні відомості
Грабівська сільська рада утворена в 1944 році.
- Територія ради: 41,72 км²
- Населення ради: 1 578 осіб (станом на 2001 рік)
- Територією ради протікає річка Білоча

## Населені пункти
Сільській раді були підпорядковані населені пункти:
- с. Грабове
- с. Сергіївка

## Населення
Згідно з переписом УРСР 1989 року чисельність наявного населення сільської ради становила 1764 особи, з яких 768 чоловіків та 996 жінок.
За переписом населення України 2001 року в сільській раді мешкало 1565 осіб.

### Мова
Розподіл населення за рідною мовою за даними перепису 2001 року:
| Мова       | Відсоток |
| ---------- | -------- |
| українська | 96,64 %  |
| російська  | 1,90 %   |
| молдовська | 1,01 %   |
| вірменська | 0,32 %   |
| білоруська | 0,06 %   |
| польська   | 0,06 %   |

## Склад ради
Рада складалася з 16 депутатів та голови.
- Голова ради: Горевич Петро Миколайович
- Секретар ради: Ряба Оксана Степанівна

### Керівний склад попередніх скликань
| Прізвище, ім'я, по батькові | Основні відомості                                                                                     | Дата обрання | Дата звільнення |
| --------------------------- | --- | ------------ | --------------- |
| Горевич Петро Миколайович   | Сільський голова, 1958 року народження, освіта середня спеціальна, член Соціалістичної партії України | 26.03.2006   | 31.10.2010      |
| Горевич Петро Миколайович   | Сільський голова, 1958 року народження, освіта середня спеціальна                                     | 31.10.2010   |                 |

Примітка: таблиця складена за даними сайту Верховної Ради України

### Депутати
За результатами місцевих виборів 2010 року депутатами ради стали:

#### За суб'єктами висування
| Суб'єкт висування                                       | Кількість обраних депутатів | %    |
| ------------------------------------------------------- | --------------------------- | ---- |
| Партія регіонів                                         | 7                           | 43,8 |
| Політична партія Всеукраїнське об'єднання «Батьківщина» | 6                           | 37,5 |
| Соціалістична партія України                            | 3                           | 18,8 |

#### За округами
| № округу                                                | Прізвище, ім'я, по батькові      | Дата визнання обраним | Освіта             | Партійна приналежність                        | Відомості про обраного депутата           |
| ------------------------------------------------------- | -------------------------------- | --------------------- | ------------------ | --------------------------------------------- | ----------------------------------------- |
| Партія регіонів                                         |                                  |                       |                    |                                               |                                           |
| 5                                                       | Вовк Надія Анатоліївна           | 02.11.2010            | середня спеціальна | член Партії регіонів                          | кафе — бар «Мрія», продавець              |
| 7                                                       | Ананійчук Валентин Іванович      | 02.11.2010            | середня спеціальна | член Партії регіонів                          | тимчасово не працює                       |
| 8                                                       | Красовська Любов Іванівна        | 02.11.2010            | вища               | член Партії регіонів                          | Грабівська сільська рада, бухгалтер       |
| 9                                                       | Попадюк Людмила Борисівна        | 02.11.2010            | вища               | позапартійна                                  | Грабівська загальноосвітня школа, вчитель |
| 10                                                      | Коваль Ольга Григорівна          | 02.11.2010            | вища               | член Партії регіонів                          | Грабівська загальноосвітня школа, вчитель |
| 12                                                      | Рогульська Людмила Миколаївна    | 02.11.2010            | вища               | член Партії регіонів                          | Грабівська загальноосвітня школа, вчитель |
| 15                                                      | Желєзко Наталя Миколаївна        | 02.11.2010            | середня            | позапартійна                                  | тимчасово не працює                       |
| Політична партія Всеукраїнське об'єднання «Батьківщина» |                                  |                       |                    |                                               |                                           |
| 1                                                       | Турковська Людмила Миколаївна    | 02.11.2010            | середня            | позапартійна                                  | тимчасово не працює                       |
| 2                                                       | Цигульський Володимир Михайлович | 02.11.2010            | середня            | член Всеукраїнського об'єднання «Батьківщина» | тимчасово не працює                       |
| 3                                                       | Гребенюк Тетяна Степанівна       | 02.11.2010            | вища               | позапартійна                                  | Грабівська сільська рада, техпрацівник    |
| 4                                                       | Почтарук Юрій Володимирович      | 02.11.2010            | середня спеціальна | член Всеукраїнського об'єднання «Батьківщина» | приватний підприємець                     |
| 11                                                      | Ряба Оксана Степанівна           | 02.11.2010            | вища               | позапартійна                                  | Грабівська сільська рада, секретар        |
| 16                                                      | Басько Раїса Борисівна           | 02.11.2010            | середня спеціальна | член Всеукраїнського об'єднання «Батьківщина» | відділ зв'язку, листоноша                 |
| Соціалістична партія України                            |                                  |                       |                    |                                               |                                           |
| 6                                                       | Лунгур Катерина Євгеніївна       | 02.11.2010            | середня спеціальна | позапартійна                                  | ТВП «Грабівське», продавець               |
| 13                                                      | Печена Любов Іванівна            | 02.11.2010            | середня спеціальна | член Соціалістичної партії України            | Грабівська загальноосвітня школа, завгосп |
| 14                                                      | Білоконь Андрій Миколайович      | 02.11.2010            | середня спеціальна | позапартійний                                 | Кодимський район електромереж, електрик   |